# Боозенбург
Боозенбург (нем. Boosenburg, также именуемый Обербург) — средневековый замок на правом берегу долины Рейна рядом с руинами замка Брёмзербург в городе Рюдесхайм-ам-Райн в районе Рейнгау-Таунус в земле Гессен, Германия.
Боозенбург с 2002 года входит в список Всемирного наследия ЮНЕСКО в числе прочих памятников архитектуры долины Верхнего Среднего Рейна.

## История

### Ранний период
Замок, вероятно, был построен в XII веке как резиденция рыцаря Фукса фон Рюдесхайма.
В 1407 году Боозенбург был завещан семье Брёмзер фон Рюдесхайм. А с 1474 по 1830 год замок принадлежал семье Боос фон Вальдек.

### XIX век

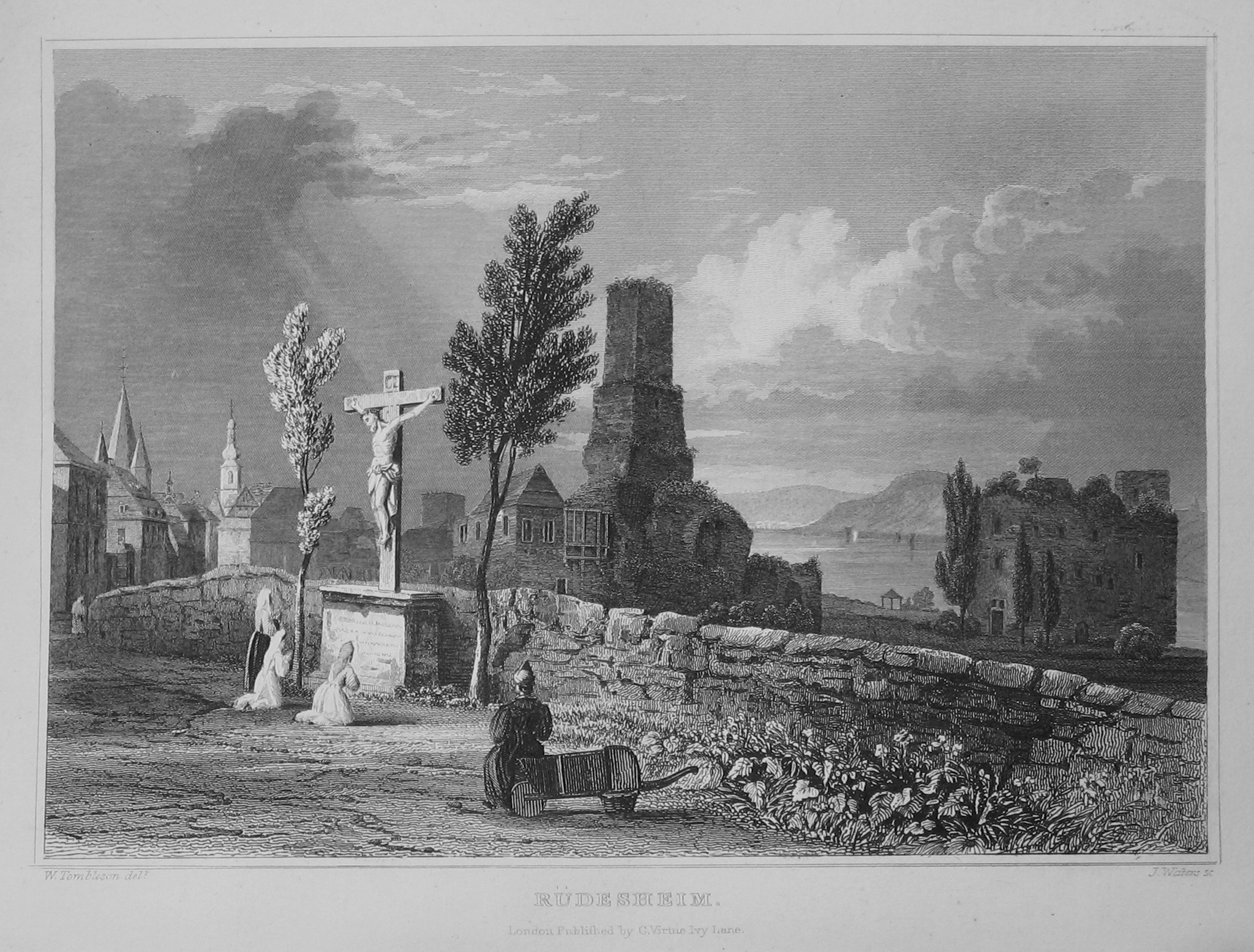
Замок на гравюре 1840 года

В 1830 году Боозенбург перешёл во владение графов Шёнборн-Визнтхайд. В 1838 году новые собственники снесли все постройки, кроме главной башни. Причём во время реконструкции высота бывшего бергфрида была значительно увеличена. Кроме того, башню украсили зубцами и рядом декоративных элементов в неоготическом стиле.
После 1860 года новый хозяин замка — богатый виноторговец Баптист Штурм — построил глубокое арочное подземелье для винного погреба. В 1872 году для его вдовы построили виллу в неоготическом стиле. Автором проекта выступил архитектор Франц Шэдель.

### XX век
В 1938 году замок был куплен богатым виноторговцем Карлом Юнгом и с тех пор находится в собственности его потомков.

## Описание
В Средние века мощная высокая цитадель была окружена толстыми стенами, которые покоились на почти квадратном фундаменте. В замок вёл единственный вход по подъёмному мосту. Снаружи комплекс был защищён рвом шириной в девять метров. Большинство построек внутри возвели в последующие века.
Особняк в готическом стиле появился в XIX веке.

## Галерея

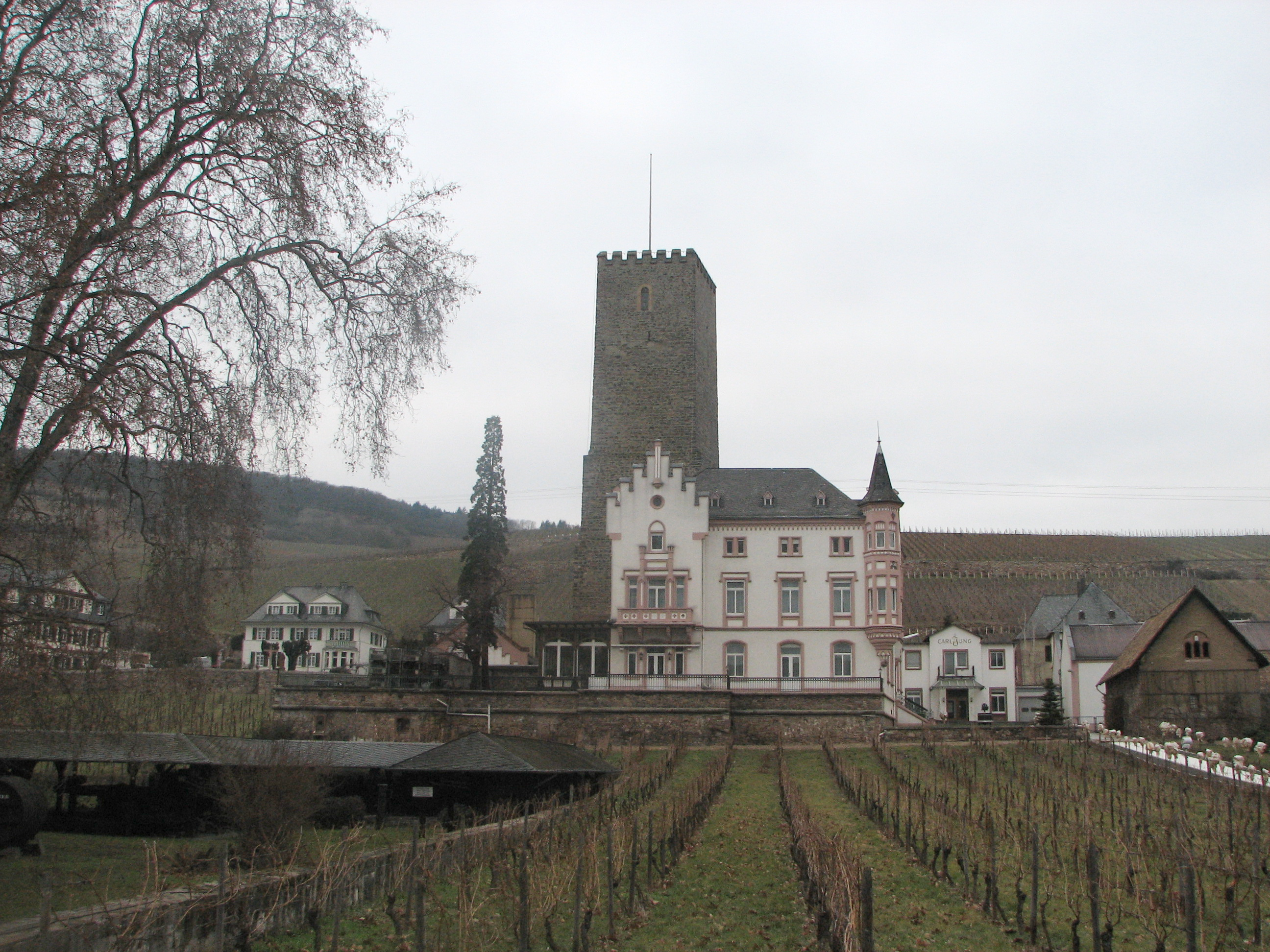
Вид замка со стороны виноградников
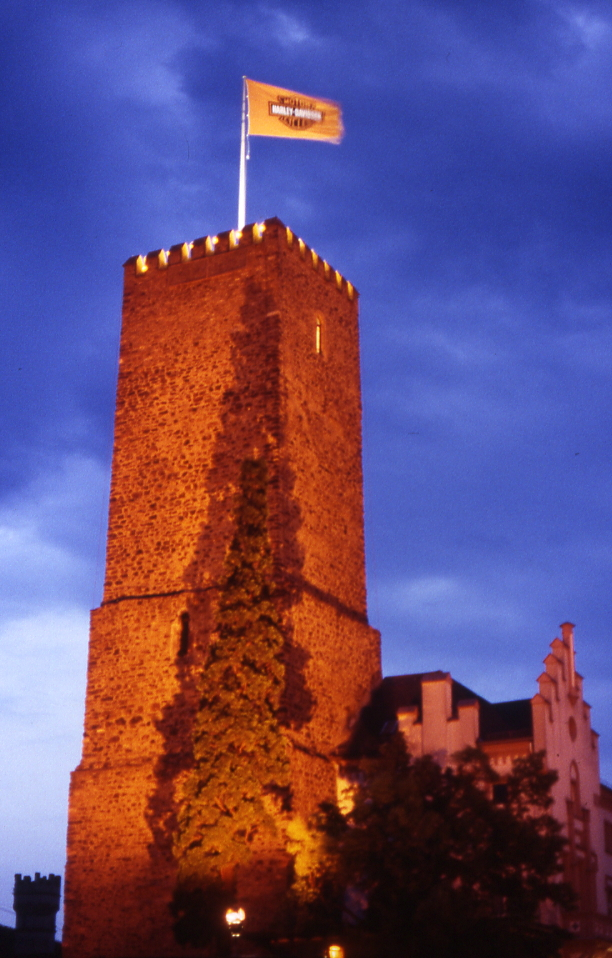
Вид главной башни в сумерках
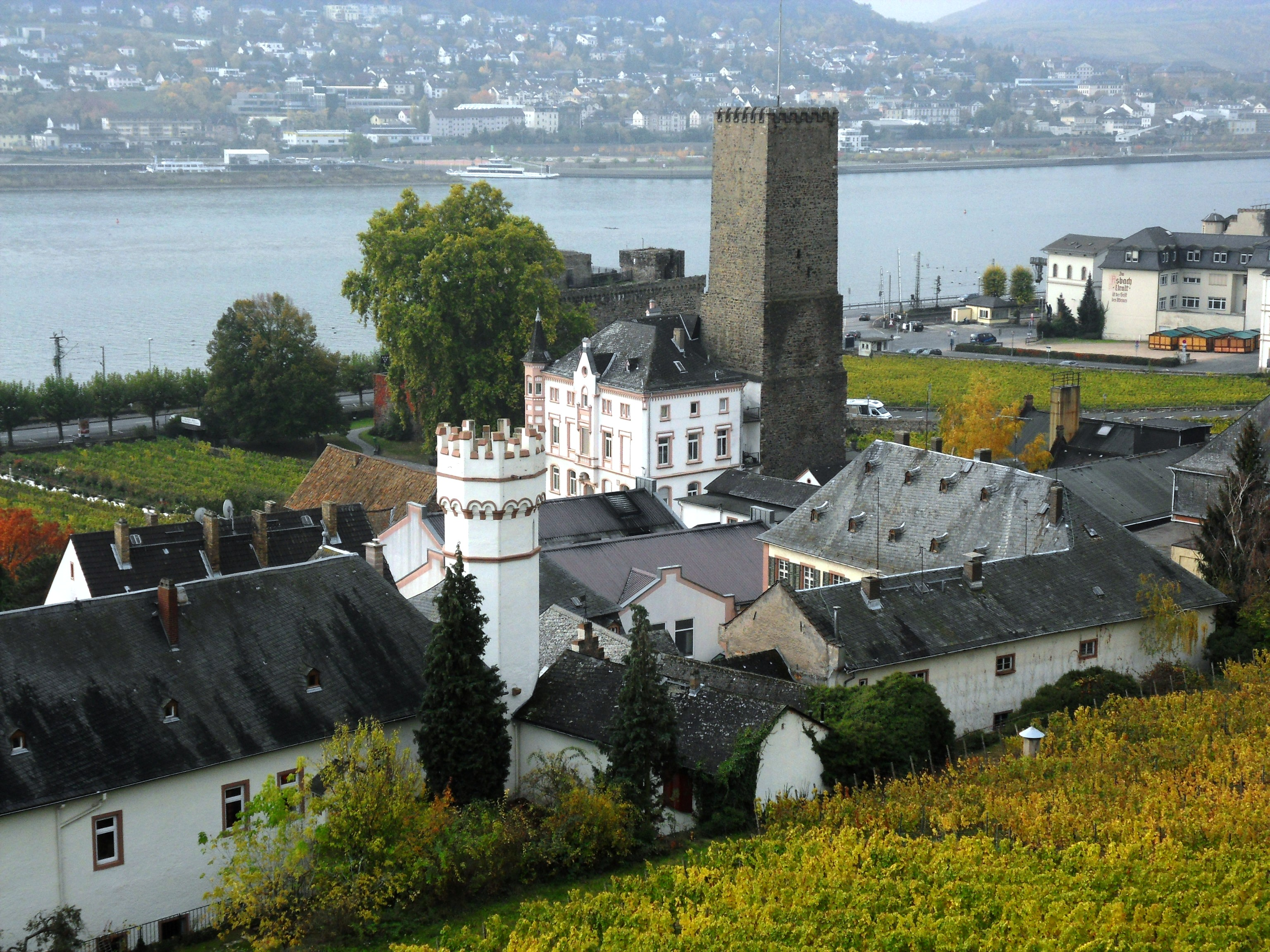
Замок на фоне долины Рейна
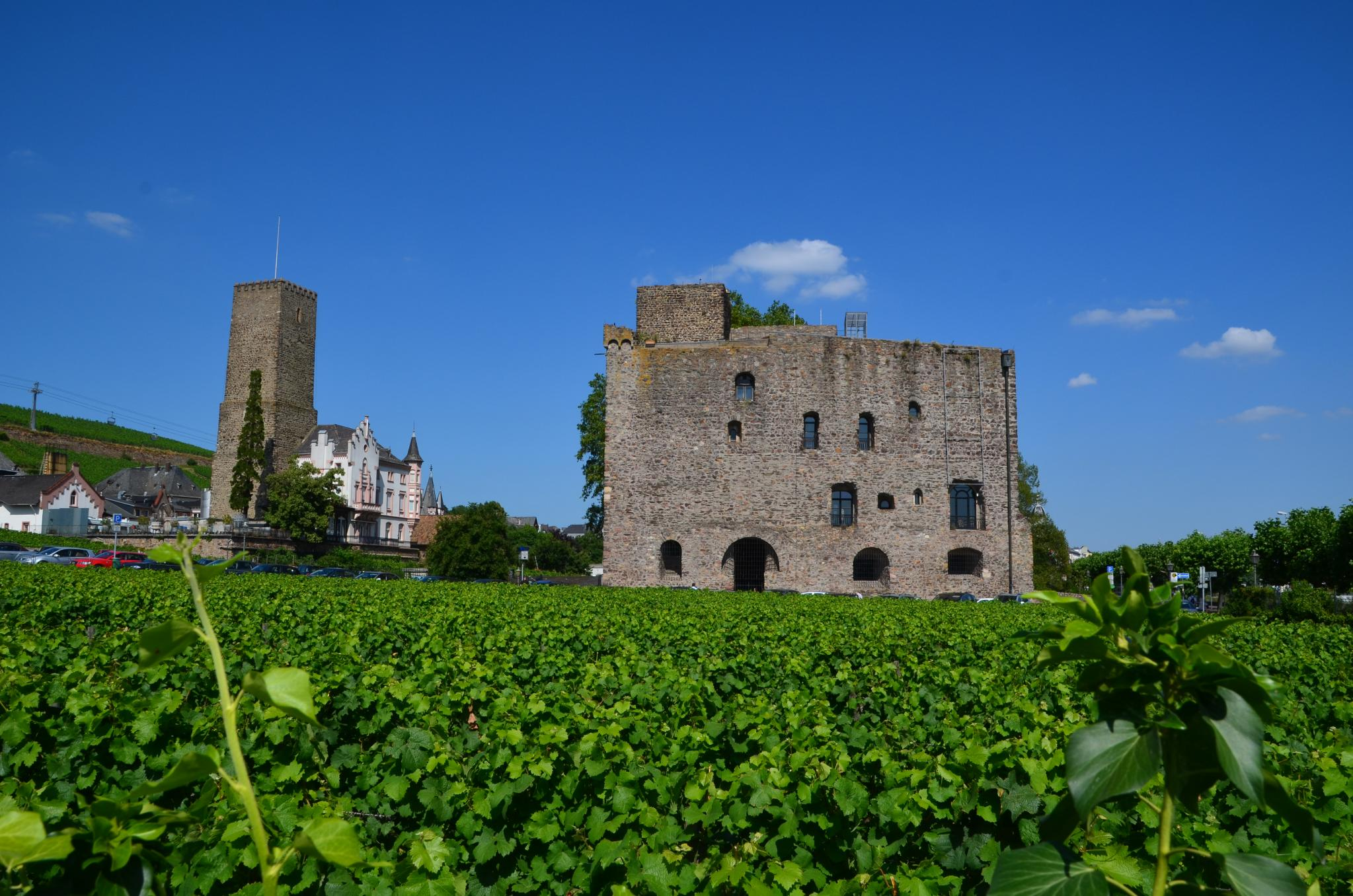
Вид замком Боозенбург и Брёмзербург[нем.]
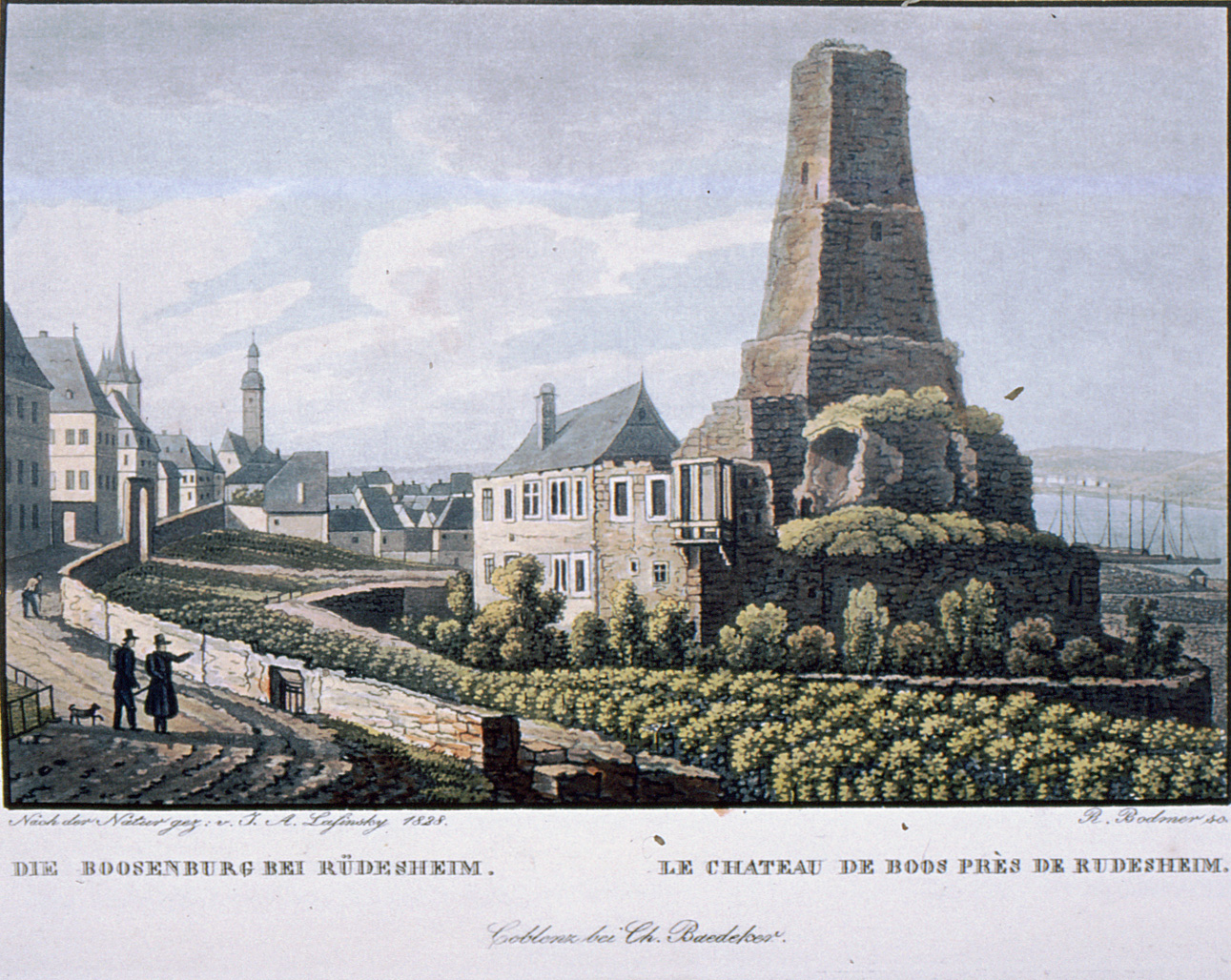
Замок на рисунке 1830 года